# الإبادة الجماعية في كاليفورنيا
يشير مصطلح الإبادة الجماعية في كاليفورنيا إلى الأحداث التي جرت منذ منتصف وحتى وحتى وحتى نهاية القرن التاسع عشر بين الحكومات المحلية للولايات المتحدة الأميركية والشعب الأصلي القاطن في كاليفورنيا. حيث قامت الولايات المتحدة عقب احتلالها كاليفورنيا عام 1846 بتشجيع السكان والميليشيات على قتل الرجال والنساء والأطفال غير المسلحين. [بحاجة لمصدر]
انخفض تعداد السكان المحليين في كاليفورنيا تحت الحكم الإسباني من 300 ألف شخص قبل عام 1769 إلى 250 ألف شخص عام 1834. وفي ذلك العام، حصلت المكسيك على استقلالها من إسبانيا، وقامت بعلمنة البعثات الساحلية. لذا عانى السكان الأصليون من انخفاض حاد في تعدادهم، وأصبح عدد سكان كاليفورنيا نحو 150 ألف شخص.
حدثت الكارثة الأكبر عندما وقعت كاليفورنيا تحت حكم الولايات المتحدة. حيث انخفض عدد السكان من 150 ألف شخصٍ تقريباً إلى 30 ألف في عام 1870. ووصل عددهم عام 1900 إلى 16 ألف شخصٍ فقط. ومن المرجح قيام الأميركيين الأوروبيين بقتل نحو 4500 وحتى 16 ألف شخصٍ من سكان كاليفورنيا الأصليين، وذلك بين عامي 1864 و1873، وتحديداً في حقبة حمى الذهب. توفي بقية السكان الأصليين نتيجة أوبئة معدية نتيجة اتصالهم مع المستوطنين الأوروبيين، والخلل الاجتماعي الحاصل في مجتمعات السكان الأصليين. كما كانت مؤسسات ولاية كاليفورنيا مسؤولة عن الحرمان الذي عاشه السكان الأصليون، فكانت تولي حقوق المستوطنين اهتماماً أكبر من حقوق الهنود الأصليين.
وفي أواخر القرن العشرين، بدأت منظمات حقوقية وشخصيات مختلفة من الأميركيين الأوروبيين والأصليين على حد سواء، بتشخيص الحقبة التي تلت احتلال كاليفورنيا. وتميزت تلك الفترة بشن الحكومة الفدرالية وحكومة كاليفورنيا مذابح بحق الأميركيين الأصليين على أراضيها. وطالب بعض المنظرين الحكومة في بدايات القرن الـ 21 بإجراء محاكمات تُحاسب فيها الجهات المسؤولة عن المذابح التي حصلت.

## خلفية تاريخية
كانت كاليفورنيا مأهولة بسكانها الأصليين، والذين يقدّر عددهم بنحو 300 ألف نسمة قبل مجيء الإسبانيين. وكان التشوماش أكبر مجموعة بشرية تقطن المنطقة، حيث بلغ تعدادهم وقتها نحو 20 ألف نسمة. بالطبع، احتوت المنطقة على أجناس متنوعة من البشر، كما تنوعت اللغات أيضاً. ولم تثبت الاكتشافات الأثرية وجود نزاعات قبلية كبيرة بين السكان.
استوطنت المجموعات السكانية مناطق معينة. وساعدت المواطن البيئية والمناخ في كاليفورنيا على توافر الحياة البرية بكثرة. حيث عاشت في تلك المنطقة الغزلان والأرانب، وأنواع مختلفة من الأسماك والفواكه والجوز. أدى تنوع الغذاء وتوافره إلى استقلال غذائي، واعتمد السكان على الصيد والجمع والانتقال من مناطق إلى أخرى على مر الفصول، أينما يتوفر الغذاء.

## ولاية كاليفورنيا والمذبحة
لم تدم سيطرة المكسيك المستقلة حديثاً على كاليفورنيا فترة طويلة. وأعلنت الولايات المتحدة عام 1846 الحرب على المكسيك نتيجة قيام الأخيرة بتحركات على المنطقة الحدودية المتنازع عليها. انتهت الحرب بمعاهدة غوادالوبي هيدالغو، وكان تسليم كاليفورنيا بأجزائها الشمالية الغربية إلى الولايات المتحدة أحد شروط هذه المعاهدة.
وفي النصف الثاني من القرن التاسع عشر، حثت ومولت ولاية كاليفورنيا –إلى جانب السلطات الفيدرالية –المستوطنين وعمال المناجم والرعاة والميليشيات على استعباد وخطف وقتل نسبة كبيرة من الهنود الأصليين. أشار المستوطنون الجدد إلى الهنود باسم «الحفارين»، وهو لقب أُطلق على الهنود لأنهم يحفرون في الأرض لتناول جذور النباتات. وكانت أعمال العنف المرتكبة ضد السكان الأصليين مشابهة جداً لما قام به المستوطنون الأميركيون في جميع أنحاء القارة.
تم تشريع قانونٍ عام 1850 لحماية الهنود في كاليفورنيا. وعمل القانون على إرسال الأطفال الهنود إلى عائلات الأميركيين البيض، ومعاقبة الهنود المشردين بتوظيفهم لمن يدفع أكبر مبلغ من المال في مزادٍ علني، وذلك إن لم يستطع الهندي دفع كفالة. أدى هذا القانون بالتالي إلى تشريع نوعٍ من تجارة العبيد في ولاية كاليفورنيا.
تقدر إحدى الإحصائيات مقتل 4500 هندي أميركي على الأقل بين عامي 1849 و1870. ووثق المؤرخ المعاصر بنجامن مادلي أعداد قتلى الهنود الأميركيين في ولاية كاليفورنيا بين عامي 1864 و1873، حيث قدّر عددهم في تلك الفترة بنحو 9400 وحتى 16 ألف قتيل. وتوفي معظم هؤلاء في أكثر من 370 مذبحة حسب وصفه. بينما وضّح البروفسور إيد كوستيلو من جامعة ولاية سونوما أن عدد القتلى أكبر بكثير. حيث قال: «أدت ممارسات فرق الموت المسلحة تسليحاً جيداً، وانتشار القتل العشوائي للهنود من قبل عمال المناجم إلى مقتل 100 ألف هندي أميركي في أول عامين منذ بدء حمى الذهب».